# قاقم در نیوزیلند
قاقم در نیوزیلند برای کنترل خرگوش‌های معرفی‌شده در این کشور معرفی شد اما اکنون تهدیدی بزرگ برای جمعیت پرندگان بومی آنجا است. بازه طبیعی قاقم محدود به بخش‌هایی از نیم‌کره شمالی است. دقیقاً قبل از اینکه انسان در نیوزیلند ساکن شود، این سرزمین بجز خفاش‌ها پستانداری ساکن در خشکی نداشت و پلی‌نزیایی‌ها و ساکنان اروپایی انواع مختلفی از حیوانات را به آنجا معرفی کردند. به‌ندرت، در ساوتلند، خز قاقم گزارش شده که سفید می‌شود که لباس‌های سلطنتی را با آن تزئین می‌کنند.

## معرفی قاقم
خرگوش توسط ساکنان اروپایی به‌عنوان حیوانی برای خوراک و شکار معرفی شد و در دهه ۱۸۷۰ داشت تبدیل به تهدیدی جدی برای اقتصاد نوظهور کشاورزی می‌شد. کشاورزان شروع به مطالبه راسویان (شامل قاقم) برای کنترل معضل خرگوش کردند. دانشمندان در نیوزیلند و بریتانیا از جمله پرنده‌شناس نیوزیلندی، والتر بولر، اخطارهایی در مورد خطرات قاقم برای حیات پرندگان دادند. اخطارها نادیده گرفته شدند و در دهه ۱۸۸۰ معرفی قاقم به این کشور آغاز شد. در طول شش سال، کاهش شدید جمعیت پرندگان مشاهده شد.